# Liste der Bodendenkmäler in Herrieden
Auf dieser Seite sind die Bodendenkmäler in der mittelfränkischen Stadt Herrieden zusammengestellt. Diese Tabelle ist eine Teilliste der Liste der Bodendenkmäler in Bayern. Grundlage ist die Bayerische Denkmalliste, die auf Basis des Bayerischen Denkmalschutzgesetzes vom 1. Oktober 1973 erstmals erstellt wurde und seither durch das Bayerische Landesamt für Denkmalpflege geführt wird. Die folgenden Angaben ersetzen nicht die rechtsverbindliche Auskunft der Denkmalschutzbehörde.

## Bodendenkmäler in Herrieden
| Lage       | Objekt                                                                                    | Akten-Nr.     | Bild |
| ---------- | ----------------------------------------------------------------------------------------- | ------------- | ---- |
| (Standort) | Mittelalterlicher Burgstall „Schwedenschanze“.                                            | D-5-6728-0024 |      |
| (Standort) | Freilandstation des Spätpaläolithikums, Freilandstation des Mesolithikums, Siedlung       | D-5-6728-0026 |      |
| (Standort) | Mittelalterliche und frühneuzeitliche Befunde im Bereich der Altstadt von Herrieden.      | D-5-6728-0028 |      |
| (Standort) | Freilandstation des Mesolithikums.                                                        | D-5-6728-0032 |      |
| (Standort) | Siedlung vorgeschichtlicher Zeitstellung.                                                 | D-5-6728-0033 |      |
| (Standort) | Mittelalterlicher Burgstall.                                                              | D-5-6728-0037 |      |
| (Standort) | Freilandstation des Mesolithikums.                                                        | D-5-6728-0038 |      |
| (Standort) | Freilandstation des Mesolithikums und Siedlung des Neolithikums.                          | D-5-6728-0040 |      |
| (Standort) | Freilandstation des Mesolithikums.                                                        | D-5-6728-0041 |      |
| (Standort) | Freilandstation des Mesolithikums.                                                        | D-5-6728-0042 |      |
| (Standort) | Siedlung der Steinzeiten.                                                                 | D-5-6728-0044 |      |
| (Standort) | Siedlung der Steinzeiten.                                                                 | D-5-6728-0047 |      |
| (Standort) | Freilandstation des Mesolithikums.                                                        | D-5-6728-0048 |      |
| (Standort) | Freilandstation des Mesolithikums.                                                        | D-5-6728-0049 |      |
| (Standort) | Siedlung der Steinzeiten.                                                                 | D-5-6728-0050 |      |
| (Standort) | Brücke des Mittelalters.                                                                  | D-5-6728-0051 |      |
| (Standort) | Freilandstation des Mesolithikums.                                                        | D-5-6728-0056 |      |
| (Standort) | Freilandstation des Mesolithikums.                                                        | D-5-6728-0057 |      |
| (Standort) | Mittelalterliche und frühneuzeitliche Befunde im Bereich der Kath. Nebenkirche St. Martin | D-5-6728-0085 |      |
| (Standort) | Siedlung vor- und frühgeschichtlicher Zeitstellung.                                       | D-5-6728-0090 |      |
| (Standort) | Mittelalterliche Vorgängerbauten der bestehenden ehemaligen Stiftskirche St. Veit         | D-5-6728-0091 |      |
| (Standort) | Freilandstation des Mesolithikums.                                                        | D-5-6728-0099 |      |
| (Standort) | Freilandstation des Mesolithikums.                                                        | D-5-6728-0100 |      |
| (Standort) | Siedlung der Späthallstattzeit und der Frühlatènezeit.                                    | D-5-6728-0101 |      |
| (Standort) | Mittelalterliche und frühneuzeitliche Befunde im Bereich der Kath. Nebenkirche            | D-5-6728-0102 |      |
| (Standort) | Mittelalterliche Stadtbefestigung von Herrieden.                                          | D-5-6728-0103 |      |
| (Standort) | Mittelalterliche und frühneuzeitliche Befunde im Bereich der Vorstadt von Herrieden.      | D-5-6728-0104 |      |
| (Standort) | Mittelalterliche und frühneuzeitliche Befunde im Bereich der Kath. Pfarrkirche St. Jakob  | D-5-6728-0106 |      |
| (Standort) | Mittelalterliche und frühneuzeitliche Befunde im Bereich der Kath. Ortskapelle            | D-5-6728-0108 |      |
| (Standort) | Mittelalterliche und frühneuzeitliche Befunde im Bereich der Kath. Pfarrkirche St. Veit   | D-5-6728-0110 |      |
| (Standort) | Mittelalterliche und frühneuzeitliche Befunde im Bereich der Siechkapelle „Maria Hilf“    | D-5-6728-0112 |      |
| (Standort) | Grabhügel der Hallstattzeit, Bestattungsplatz der Latènezeit.                             | D-5-6729-0032 |      |
| (Standort) | Mittelalterlicher Turmhügel „Dicklburg“.                                                  | D-5-6729-0033 |      |
| (Standort) | Siedlung der Steinzeiten.                                                                 | D-5-6729-0034 |      |
| (Standort) | Siedlung der Steinzeiten.                                                                 | D-5-6729-0035 |      |
| (Standort) | Siedlung der Steinzeiten.                                                                 | D-5-6729-0037 |      |
| (Standort) | Freilandstation des Mesolithikums und Siedlung des Neolithikums.                          | D-5-6729-0038 |      |
| (Standort) | Mittelalterliche Kirchenwüstung St. Salvator.                                             | D-5-6729-0039 |      |
| (Standort) | Siedlung des Neolithikums.                                                                | D-5-6729-0040 |      |
| (Standort) | Freilandstation des Mesolithikums.                                                        | D-5-6729-0124 |      |
| (Standort) | Mittelalterliche und frühneuzeitliche Befunde im Bereich des ehemaligen Schlosses.        | D-5-6729-0125 |      |
| (Standort) | Mittelalterliche und frühneuzeitliche Befunde im Bereich der Kath. Pfarrkirche            | D-5-6729-0129 |      |